# Goupy
Goupy, gekend als Goupy de Quabeck en Goupy de Beauvolers, was een Zuid-Nederlandse adellijke familie.

## Geschiedenis
- In 1731 verleende keizer Karel VI erfelijke adel aan Joseph Goupy, heer van Vertryck en van het burggraafschap Quabeck (kasteel van Kwabeek)
- In 1738 verleende dezelfde keizer de titel burggraaf van Quabeck, overdraagbaar op alle afstammelingen, aan Joseph-Jacques Goupy, zoon van Joseph. (kasteel van Kwabeek)

## Genealogie
- Joseph Goupy (...-1735) x Maria Theresia de Kerpen (1679-1710)
  - Joseph-Jacques Goupy (1708-1783), burggraaf van Quabeck, x Marie-Caroline Francoise de la Barre gravin d'Erquelinnes(1730-1780).
    - François-Marie Goupy (1754-1827), x Barbe Cool (1757-1847). Hij was burggraaf van Quabeck, heer van Vertryck, Steenwegen en Sluysen, algemeen controleur der posterijen.
      - Alexandre Goupy de Quabeck (zie hierna).

    - Joseph Goupy (1769-1827), x Marie le Roy (1773-1798), vrouwe van Beauvolers, xx Marie-Thérèse Penen (12788-1829). Hij was luitenant in het regiment van Clerfayt.
      - Adolphe-Alphonse Goupy de Beauvolers.
        - Adolphe Goupy de Beauvolers.
          - Idès Goupy de Beauvolers (1857-1942), bij wiens dood de familie uitdoofde.

      - Alexandre Goupy de Quabeck (zie hierna).

## Alexandre-Joseph Goupy de Quabeck
Alexandre-Joseph Goupy de Quabeck (Brussel, 1 augustus 1782 - Versailles, 18 juni 1867). Hij trouwde met Henriette Bruneau de la Motte (1775-1843). Ze kregen een enige dochter. Goupy werd majoor in het Nederlandse leger en buitengewoon gezant en gevolmachtigd minister. Hij was ook kamerheer van de Nederlandse koning. In 1823 werd hij onder het Verenigd Koninkrijk der Nederlanden erkend in de erfelijke adel, met de titel burggraaf, overdraagbaar bij eerstgeboorte. Deze familietak doofde uit bij zijn dood.

## Alexandre Charles Goupy de Quabeck
Alexandre Charles Emmanuel Léonard Goupy de Quabeck (Brussel, 9 september 1808 - Mechelen, 20 oktober 1878. Hij trouwde in 1842 met de zesenveertigjarige Adèle van der Fosse (1796-1878), dochter van burggraaf Alexandre François van der Fosse. Het echtpaar bleef kinderloos en deze familietak doofde uit bij zijn dood. In 1876 werd hij erkend in de erfelijke adel. Hij was ontvanger van belastingen, gemeenteraadslid van Mechelen, voorzitter van de Commissie van burgerlijke godshuizen in deze stad.